# Tomislav Raukar
Tomislav Raukar (Stari Grad, 1933. december 29. – Zágráb, 2020. január 2.), horvát történész, egyetemi tanár, akadémikus.

## Élete
Tomislav Raukar 1933-ban született a Hvar szigetén fekvő Stari Gradban. A spliti Közgazdasági Középiskolába járt, és 1952-ben érettségizett. 1956-ban szerzett diplomát a szintén spliti Pedagógiai Főiskolán történelem és délszláv népek horvát nyelv és irodalom szakán, 1957-ben pedig a spliti Zeneművészeti Középiskolát végezte el. 1963-ban a Zágrábi Egyetem Filozófiai Karán, történelem szakon diplomázott. 1975-ben a zágrábi Filozófiai Kar Történettudományi Tanszékén védte meg doktori disszertációját „Ekonomsko-društveni odnosi u Zadru u XV. stoljeću” (Gazdasági és társadalmi kapcsolatok Zárában a 15. században) címmel. 1976-ban adjunktussá, 1980-ban egyetemi docensré, 1985-ben pedig rendes professzorrá választották a zágrábi Filozófiai Kar Történettudományi Tanszékének horvát történelem szakán.
Doktori fokozatának megszerzésével Nada Klaić professzorasszonnyal közösen Horvátország középkori történetéről tartott előadásokat úgy, hogy Nada Klaić oktatta a kora és fejlett középkort, míg Raukar a késő középkort. Klaić halálával 1988-ban ő vette át a fejlett középkort, míg a kora középkort Neven Budak professzor oktatta. Raukar oktatói tevékenysége nem korlátozódott a zágrábi egyetem filozófiai karára, tanított az eszéki Pedagógiai Karon, és a pólai Pedagógiai Karon is, melynek elindításában is részt vett. Nyolc évig, 1980 és 1988 között posztgraduális tanár is volt Dubrovnikban „A kelet-Adria kultúrtörténete” című tantárggyal.
1997-ben örökös egyetemi tanári címet kapott. 1986-ban a Horvát Tudományos és Művészeti Akadémia Társadalomtudományi Osztályának levelező, 1997-ben pedig rendes tagjává választották. 2003-ban ment nyugdíjba. Nyugdíjba vonulása után,
2004 és 2006 között a Spliti Egyetem újonnan alapított Filozófiai Karának Történelem Tanszékén is tartott előadásokat. Magánéletében a klasszikus zene szerelmese és ismert filatelista volt.

## Munkássága
Az 1970-es és 1980-as években számos kutatást végzett horvát és olasz levéltárakban (Zára, Dubrovnik, Velence, Ancona, Bari), ahol különösen a közjegyzői anyagokat kutatta. A francia elemzők módszertanára támaszkodva, az európai, elsősorban az itáliai és francia középkori tanulmányok korabeli irányzatait követve jelentősen hozzájárult a horvát középkor kutatásának modernizálásához. Jelentős és különösen értékes a hozzájárulása a fejlett és késő középkori horvátországi városi és vidéki területek társadalmi struktúráinak és gazdasági folyamatainak tanulmányozásához, valamint a horvát és olasz adriai partvidék településeinek összehasonlító vizsgálatához. Olyan, korábban elhanyagolt kutatási területeket vezetett be a horvát történetírásba, mint a mindennapi élet, a gondolkodásmód és a vallásosság. Számos tudományos projekt vezetője és munkatársa, több folyóirat szerkesztője és szerkesztőbizottsági tagja volt. 1985 és 1994 között a „Historijski zbronik” szerkesztőbizottsági tagja, 2001-től a „Starine” akadémiai folyóirat főszerkesztője volt.

## Fő művei
- Zadar u XV. stoljeću: ekonomski razvoj i društveni odnosi, Sveučilište u Zagrebu-Institut za hrvatsku povijest, Zagreb, 1977.
- Zadar pod mletačkom upravom: 1409-1797, Narodni list-Filozofski fakultet, Zadar, 1987. ISBN 8673770114
- Hrvatsko srednjovjekovlje: prostor, ljudi, ideje, Školska knjiga, Zagreb, 1997. ISBN 9530307039
- Seljak i plemić hrvatskoga srednjovjekovlja, Filozofski fakultet Sveučilišta u Zagrebu, Zagreb, 2002. ISBN 9531751684
- Srednjovjekovne ekonomije i hrvatska društva, Filozofski fakultet Sveučilišta u Zagrebu, Zagreb, 2003. ISBN 9531751943
- Hrvatska povijest srednjeg vijeka (Neven Budakkal), Školska knjiga, Zagreb, 2006. ISBN 9530307136
- Studije o Dalmaciji u srednjem vijeku: odabrane studije, Književni krug, Split, 2007. ISBN 9789531632898